# NGC 1891
NGC 1891 – grupa około 20 gwiazd znajdująca się w gwiazdozbiorze Gołębia, klasyfikowana jako gromada otwarta lub asteryzm. Odkrył ją John Herschel 26 grudnia 1835 roku. Jest położona w odległości ok. 2,8 tys. lat świetlnych od Słońca oraz 29,2 tys. lat świetlnych od centrum Galaktyki.